# Франтішек Пала
Франтішек Пала (чеськ. František Pála; нар. 28 березня 1944) — колишній чеський тенісист.
Здобув 1 парний титул.
Найвищим досягненням на турнірах Великого шолома було 3 коло в одиночному розряді.

## Фінали турнірів Гран-прі/WCT за кар'єру

### Одиночний розряд: 2 (0–2)
| Результат | W/L | Дата     | Турнір              | Покриття | Суперник     | Рахунок       |
| --------- | --- | -------- | ------------------- | -------- | ------------ | ------------- |
| Поразка   | 0–1 | Кві 1972 | Монте-Карло, Монако | Ґрунт    | Іліє Настасе | 1–6, 0–6, 3–6 |
| Поразка   | 0–2 | Кві 1972 | Мадрид, Іспанія     | Ґрунт    | Іліє Настасе | 0–6, 0–6, 1–6 |

### Парний розряд: 3 (1–2)
| Результат | W/L | Дата     | Турнір                    | Покриття | Партнер       | Суперники                  | Рахунок              |
| --------- | --- | -------- | ------------------------- | -------- | ------------- | -------------------------- | -------------------- |
| Поразка   | 0–1 | Кві 1972 | Монте-Карло, Монако       | Ґрунт    | Їржі Гржебець | Патріс Бюст Даніель Конте  | 6–3, 1–6, 10–12, 2–6 |
| Поразка   | 0–2 | Лип 1974 | Кіцбюель, Австрія         | Ґрунт    | Балаж Тароці  | Іван Моліна Хайро Веласко  | 6–2, 6–7, 4–6, 4–6   |
| Перемога  | 1–2 | Тра 1977 | Мюнхен, Західна Німеччина | Ґрунт    | Балаж Тароці  | Нікола Шпер Джон Вітлінгер | 6–3, 6–4             |